# Menemerus falsificus
Menemerus falsificus är en spindelart som beskrevs av Simon 1868. Menemerus falsificus ingår i släktet Menemerus och familjen hoppspindlar. Inga underarter finns listade i Catalogue of Life.